# Brandenberger-Vafa-Mechanismus
Der Brandenberger-Vafa-Mechanismus ist in der Stringtheorie ein Argument dafür, warum das beobachtbare Universum eine makroskopische Zeitdimension und drei makroskopische Raumdimensionen hat. Dessen Bedeutung entstammt der Tatsache, dass in der Stringtheorie im Rahmen der Kaluza-Klein-Kompaktifizierung zusätzliche eingerollte Dimensionen auf Planck-Skala auftreten. Vereinfacht ausgedrückt besagt das mit der Branenkosmologie verbundene Argument, dass um kompaktifizierte Dimensionen gewickelte Strings und Branen für eine Energiebarriere sorgen, welche deren Entfaltung verhindert. Der Brandenberger-Vafa-Mechanismus ist benannt nach Robert Brandenberger und Cumrun Vafa, die ihn erstmals im Jahr 1989 beschrieben haben.

## Formulierung
Auf Basis der insgesamt zehn Dimensionen der Superstringtheorie argumentieren Brandenberger und Vafa, warum vier Dimensionen „dekompaktifiziert“ sind, anstatt warum sechs Dimensionen kompaktifiziert sind. Sie betrachteten dabei zu Beginn die raumartigen Dimensionen topologisch als neundimensionalen Torus {\displaystyle T^{9}=(S^{1})^{9}}, sodass dies für jede Dimension separat betrachtet werden kann. Sie nehmen zusätzlich an, dass jede Dimension die gleiche Größe {\displaystyle R} hat, also der Torus geometrisch {\displaystyle \mathbb {R} ^{9}/R\mathbb {Z} ^{9}} ist. Wie später angemerkt sollte diese Größe {\displaystyle R} quantentheoretisch beschrieben werden, obwohl beide dies nicht selbst tun. In gewöhnlicher Kosmologie können dabei von den Einsteinschen Feldgleichungen abgeleitete Modelle wie die Friedmann-Lemaître-Robertson-Walker-Metrik dafür benutzt werden, um die Größe {\displaystyle R} in Abhängigkeit von der Zeit {\displaystyle t} zu erhalten (mit {\displaystyle R\propto t^{1/2}}) oder die Temperatur {\displaystyle T} in Abhängigkeit von der Größe {\displaystyle R}  (mit {\displaystyle T\propto 1/R}). Da es keine bekannte Analogie der Einsteinschen Feldgleichungen in der Stringtheorie gibt, benutzen Brandenberger und Vafa ein modifiziertes Argument für letzteres, wobei dieses für kleine Abstände {\displaystyle R} modifiziert werden muss, da die Temperatur {\displaystyle T} dann die Hagedorn-Temperatur übersteigt. Das geschieht mit ihrer T-Dualität {\displaystyle T(R)=T(1/R)} ohne physische Singularität für {\displaystyle R\rightarrow 0}.